# Robert Freißler

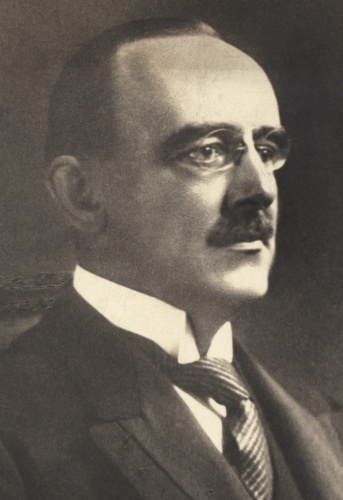
Robert Freißler

Robert Freißler (* 23. März 1877 in Troppau/Opava, Österreichisch-Schlesien; † 7. Jänner 1950 in Graz) war ein österreichisch-schlesischer bzw. sudetendeutscher Politiker deutschnationaler Parteien. Er war von 1911 bis 1918 Abgeordneter zum Reichsrat, 1918/19 Mitglied der Provisorischen Nationalversammlung für Deutschösterreich und kurzzeitig Landeshauptmann der Provinz Sudetenland.

## Leben
Robert Freißler war ein Sohn des Arztes und Krankenhausdirektors Ernst Freißler und der ältere Bruder des Schriftstellers und Übersetzers Ernst Wolfgang Freissler. Nach dem Gymnasium in seiner Geburtsstadt Troppau studierte er von 1895 bis 1899 Rechtswissenschaften an der Universität Wien und promovierte 1900 ebendort zum Dr. iur. Ab 1902 arbeitete er zunächst als Konzipist und von 1908 bis 1922 als Sekretär bei der Handels- und Gewerbekammer von Troppau.
Von 1925 bis 1933 war Freißler Generaldirektor der Fürst Lichnowskyschen Zentralverwaltung Hilvetihof im Hultschiner Ländchen, das nach dem Versailler Vertrag von Preußen an die Tschechoslowakei abgetreten worden war. Außerdem gehörte er dem Verwaltungsrat mehrerer schlesischer Industrieunternehmen an. Zum Ende des Zweiten Weltkriegs 1945 wurde er verhaftet, im Folgejahr nach Westdeutschland ausgesiedelt, 1947 zog er in die Steiermark. 
Freißler war ab 1905 mit Elisabeth (Ilse) Weißhuhn verheiratet, das Paar hatte keine Kinder.

## Politiker
Freißler wurde 1911 als Abgeordneter der Deutschen Volkspartei in den österreichischen Reichsrat gewählt. Dort vertrat er den Wahlbezirk Schlesien 3, in dem unter anderem die Städte Freudenthal und Friedek lagen und dessen Bevölkerung überwiegend deutschsprachig war. Nach Auflösung des Deutschen Nationalverbands, der parteiübergreifenden Fraktionsgemeinschaft deutschnationaler und deutschfreiheitlicher Abgeordneter, im Oktober 1917 war Freißler Klubobmann-Stellvertreter der Deutschnationalen Vereinigung.
Nach dem Zerfall der Habsburgermonarchie war er 1918/1919 deutschnationaler Abgeordneter in der Provisorischen Nationalversammlung von Deutsch-Österreich. Während dieses Zeitraumes war Freißler zudem Landeshauptmann der am 29. Oktober 1918 ausgerufenen Provinz Sudetenland, die aus den mehrheitlich von Deutschen bewohnten Teilen von Nordmähren und Österreichisch-Schlesien bestand. Die Bezeichnung Sudetenland war damals laut Johann Wolfgang Brügel eine „Verlegenheitslösung“, Freißler hatte stattdessen für den stärker in regionalen Traditionen verwurzelten Namen „Altvaterland“ plädiert. Das Gebiet wurde Anfang 1919 von tschechoslowakischen Truppen eingenommen und im Vertrag von Saint-Germain der Tschechoslowakei zugeordnet.